# Abu Muslim al Turkmani
Fadel Ahmed Abdullah al-Hiyali (Tel Afar, 1959 - Mosul, 18 de agosto de 2015)
fue el segundo líder de la banda terrorista Estado Islámico (ISIS o Daesh), de la que dirigía las operaciones en Irak.
Su nombre también se escribe como Fadhil Ahmad al-Hayali.
Era más conocido como Hajji Mutazz, Haji Mutaz o Abu Mu'taz, o por su nombre de guerra Abu Muslim al-Turkmani (en árabe أبو مسلم التركماني).

## Biografía
De origen turcomano, nació en la ciudad iraquí de Tal Afar (de más de 100 000 habitantes), en la gobernación de Nínive.
Bajo el mandato de Saddam Hussein, Al-Hiyali fue coronel del ejército y miembro del servicio de inteligencia.
Según documentos descubiertos en Irak, fue teniente coronel de la unidad de inteligencia denominada Istikhbarat (Dirección de Inteligencia Militar General) y pasó un tiempo como oficial de las Fuerzas Especiales de la Guardia Republicana hasta 2003, momento de la invasión de Irak liderada por Estados Unidos, momento en que se unió a la resistencia suní para luchar contra la invasión de su país.
Era miembro del partido Baaz.
Fue detenido y encarcelado en la prisión estadounidense de Camp Bucca, en Um Kasar (en Irak) donde también estuvo preso Abu Bakr al-Baghdadi ―autoproclamado califa de la banda Estado Islámico―.
Se integró a la rama iraquí de la banda terrorista Al Qaeda, de la que finalmente se escindió Estado Islámico (ISIS o Daesh).
En la banda fue lugarteniente de Abu Bakr al-Baghdadi,
por lo que era considerado el número dos.
Dirigió el Consejo Provincial, un órgano clave en la dirección de Estado Islámico, y estaba al frente de las operaciones en Irak, además de ser uno de los principales coordinadores del transporte de armamento, explosivos, vehículos y personas entre Irak y Siria.

## Muerte
En diciembre de 2015, el Departamento de Defensa de Estados Unidos comunicó que Al Turkmani había muerto el 18 de agosto de 2015 cerca de Mosul (Irak) durante un bombardeo con un dron estadounidense.